# Illkirch-Graffenstaden
Illkirch-Graffenstaden (Ìllkìrich-Gràffestàde en alsaciano) es una comuna de Francia del sur de Estrasburgo situada en el departamento del Bajo Rin (Bas-Rhin), en la región de Alsacia. El gentilicio de sus habitantes es Illkirchois.
Durante el periodo de anexión de Alsacia y Lorena al Imperio alemán (1871-1918), el nombre de la comuna era Illkirch-Grafenstaden (nótese la f de menos). Este nombre sigue siendo utilizado en alemán.
En otro tiempo, Illkirch y Graf(f)enstaden eran dos pueblos diferentes. En efecto, Illkirch-Graffenstaden es diferente a las ciudades clásicas: puede dar la apariencia de pueblos fusionados o una prolongación de un pueblo, lo que se debe principalmente a las pequeñas casas antiguas. Sin embargo, las nuevas construcciones, a veces en medio de antiguas construcciones, y los nuevos barrios son la particularidad de la ciudad.
La ciudad colinda con Estrasburgo (barrio de la Meinau), Ostwald y con Geispolsheim, y es atravesada por el río Ill.
Numerosos lugares de la ciudad y de sus alrededores (Ostwald sobre todo) han sido explotados por sus canteras. Es por eso que encontramos una gran cantidad de lagos. Por ejemplo, el lago Achard, el lago Baggersee, los balastos tras el fuerte Uhrich (aún en funcionamiento) y el estanque Gerig de Ostwald.
Illkirch es generalmente utilizado para referirse a toda la ciudad, con el objetivo de acortar el nombre y debido a la dificultad de pronunciación de Graffenstaden, de consonancia alemana. 

## Geografía

### Localización
Illkirch-Graffenstaden, está ubicada en el área urbana de Estrasburgo al sur de ésta, y forma parte de la mancomunidad Strasbourg Eurométropole (Estrasburgo Eurometrópoli). Es la tercera ciudad de la Eurometrópoli por número de habitantes (cerca de 27 000), la cuarta del Bajo Rin y la sexta de Alsacia.
Se extiende a lo largo de 22,21 km². La comuna se encuentra en su mayor parte al este del Ill, que desemboca en el Rin varios kilómetros corriente abajo, en La Wantzenau. La ciudad también es atravesada de norte a sur por el Canal del Ródano al Rin.

### Ejes de comunicación

#### Transporte público
- Cinco líneas de autobús de la Compagnie des transports strasbourgeois (CTS) se encargan del transporte a lo largo de la ciudad: líneas 2, 7, 62, 63, 65, 66.
- El municipio dispone también de dos líneas del tranvía de Estrasburgo. 5 estaciones se sitúan en Illkirch: Baggersee (final de la línea E), Colonne, Leclerc, Campus d'Illkirch e Illkirch Lixenbuhl (final de la línea A).

Estos dos medios de transporte tienen varios puntos de correspondencia entre ellos.
La CTS está realizando una extensión de la línea A de tranvía hacia el centro de la ciudad y esta prevista su puesta en marcha durante la primavera de 2016. Asimismo en dicha fecha, la línea E será ampliada hasta Campus d'Illkirch. En 2016 o 2017, la ciudad debería estar comunicada con Ostwald gracias a una la línea de autobús de tránsito rápido.

#### Vías férreas
La estación de Graffenstaden, en la línea Estrasburgo-Saint-Louis, está de hecho situada en el territorio de la comuna de Geispolsheim, en el centro de la zona comercial de La Vigie. Está administrada por la Región Alsacia y la SNCF.

#### Carriles bici
Los carriles bici que atraviesan la ciudad forman parte de la ruta europea EuroVelo 15 (EV15) y discurre principalmente por las inmediaciones del canal del Ródano al Rin en la parte este de la localidad. Por otra parte, Illkirch-Graffenstaden es una etapa del itinerario franco-alemán de la pista de los fuertes que se une con el antiguo cinturón de las fortificaciones de Estrasburgo a lo largo de 85 kilómetros.

### Comunas limítrofes
Estrasburgo, Ostwald, Geispolsheim, Lipsheim, Fegersheim, Ohnenheim, Eschau.

### Urbanismo

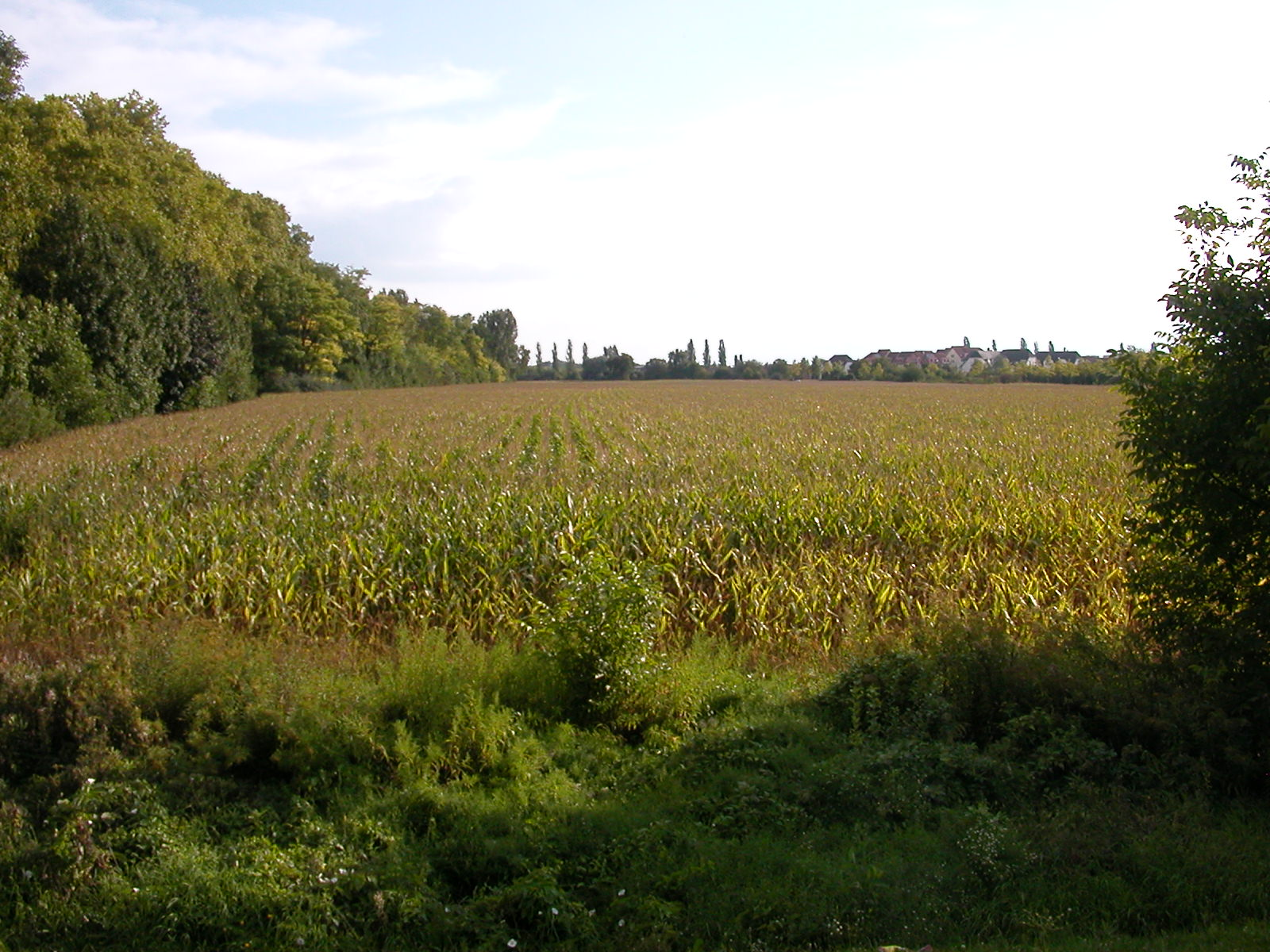
Campos cultivados a lo largo del canal.

- Una gran parte de los campos (parcela que se encuentra entre el puente de la rue Lixenbuhl, el canal del Ródano al Rin, la rue des Vignes, la rue de la Ceinture y la ruta Le Corbusier, qui delimita el liceo "Le Corbusier" y el EREA) será utilizado para la creación de un nuevo barrio, Le Corbusier.[7]
- Extensión del tranvía de Estrasburgo: tres paradas suplementarias serán creadas seguidas a la última parada actual Illkirch-Lixenbuhl:[8]
  - Parc Malraux[9] (de la Rue Vincent Scotto a la Avenue Messmer, delante del Cementerio central, la Rue de la Ceinture y la Avenue André Malraux) ;
  - Cours de l'Illiade[9] (de la Avenue Messmer a la Place Quintenz, delante de la route de Lyon, la rue de la Poste y el forum de l'Ill) ;
  - Illkirch-Graffenstaden[9] (de la Place Quintenz a la Salle des fêtes, entre la route de Lyon, la actual usine Huron y la salle des fêtes).

## Historia
Illkirch-Graffenstaden fue fundada en la época de los francos. La fecha precisa es difícil de determinar. La comuna ha cambiado su nombre en varias ocasiones a lo largo de su historia: Ellofanum (720), Illechilechen (826), Illenkirche (845), Illekiriche (920), Illachirecha (1163), Illenkirchen (1172) y finalmente Illkirch que se ha mantenido hasta nuestros días. El nombre se debe a una iglesia (Kirche en alemán) que habría sido construida al borde del río Ill.
Antiguamente, era una ciudad de viñedos. 
Para más información, visite el apartado Historia del artículo de la ciudad de Ostwald.
Graffenstaden era un pueblo situado en las proximidades de Illkirch. Por razones económicas ambos pueblos fueron fusionados (entre 1790 y 1794). Los límites entre ambos municipios cada vez son menos visibles.
Tras la Primera Guerra Mundial, la industria principal de la ciudad fue la Sociedad alsaciana de construcciones mecánicas (SACM) que fabricaba máquinas y locomotoras. Todavía sobrevive una antigua fábrica Huron, que fabrica maquinaria moderna (fresadoras) para el mundo entero. La parte más grande de la gran fábrica, Onseri fabrik (Nuestra fábrica en alsaciano), es hoy un centro comercial, locales e incluso urbanizaciones (el nombre de la parada de autobús más cercana Graffenstaden Usine recuerda esta fábrica. 
Hoy en día, debido al declive de este sector a causa de la modernización y de las importaciones, Illkirch-Graffenstaden desarrolla el sector terciario y los servicios.

### Heráldica

Escudo de Illkirch-Graffenstaden

El escudo de la ciudad de Illkirch-Graffenstaden posee la siguiente descripción heráldica: 
« En un campo partido, de plata, un trinquete de arado de sable (negro) dispuesto en palo, la punta hacia el jefe; de gules (rojo), un bichero de plata dispuesto en palo, la garra hacia la punta. »

## Población y sociedad

### Demografía
En 2013, la comuna contaba con 26 455 habitantes. La evolución del número de habitantes se conoce a través de los numerosos censos de población realizados en la comuna desde 1793. A partir del siglo XXI, los censos de las comunas de más de 10 000 habitantes tienen lugar cada año mediante una encuesta por sondeo, contrariamente a otras comunas que hacen un censo cada cinco años.
| 1 520 | 1 621 | 1 667 | 1 907 | 2 545 | 2 293 | 3 187 | 3 208 | 4 209 | 4 437 | 4 668 | 4 755 | 4 739 | 4 733 | 5 017 | 5 228 | 5 549 | 6 111 | 6 313 | 6 522 | 6 450 | 6 979 | 7 739 | 7 936 | 7 774 | 7 942 | 9 607 | 11 648 | 16 330 | 19 857 | 22 307 | 23 815 | 26 829 |
| Para los censos de 1962 a 1999 la población legal corresponde a la población sin duplicidades (Fuente: INSEE [Consultar]) |       |       |       |       |       |       |       |       |       |       |       |       |       |       |       |       |       |       |       |       |       |       |       |       |       |       |        |        |        |        |        |        |

### Educación e investigación

#### Educación superior
Estos establecimientos se encuentran en el campus de Illkirch dentro del polo tecnológico Le Parc d'Innovation.
Varios establecimientos pertenecientes a la Universidad de Estrasburgo están presentes en el campus :
- la facultad de farmacia ;
- Escuela nacional superior de informática para la industria y la empresa (ENSIIE);

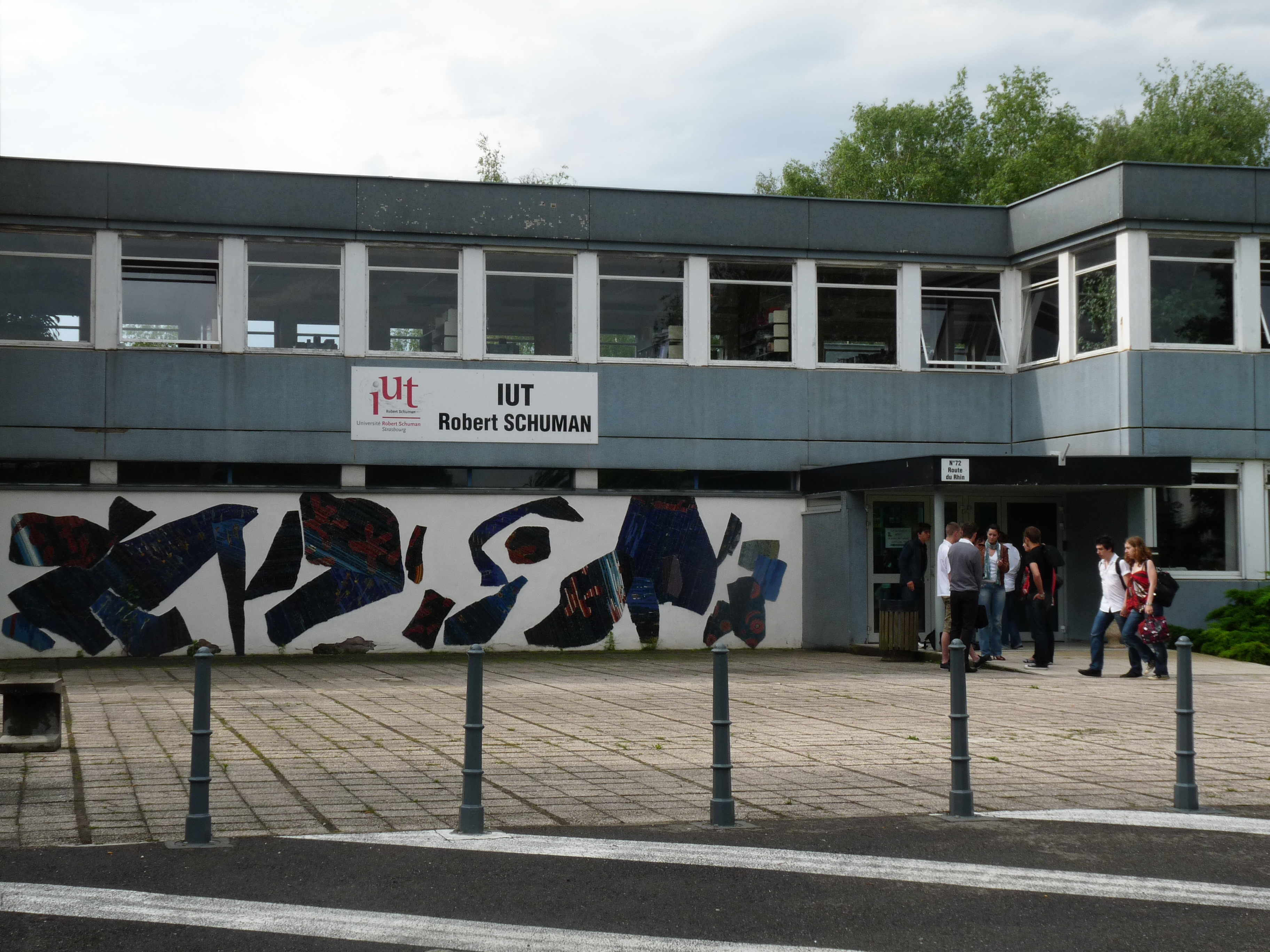
IUT Robert-Schumann.

- el Instituto universitario de tecnología Robert-Schuman (IUT) : itinerarios informática, técnico de comercialización, información-comunicación, química, genio civil ;
- Télécom Physique Strasbourg, antiguamente Escuela nacional superior de física de Estrasburgo ;
- la Escuela superior de biotecnología Estrasburgo (ESBS) ;
- el Instituto de genética y de biología molecular y celular (IGBMC).[10]

Otros establecimientos presentes : 
- el International Space University (ISU), en castellano Universidad internacional del espacio ;
- el Conservatorio nacional de artes y profesiones (CNAM) ;
- la escuela "Supinfo" (escuela privada de informática) ;
- una estación meteorológica.

#### Enseñanza secundaria y primaria
- Enseñanza secundaria :
  - Lycée d'Hôtellerie et de Tourisme Alexandre Dumas : instituto polivalente de hostelería y de turismo (restauración, servicio - dependiente de Estrasburgo).[11]
  - Lycée professionnel Gutenberg artes e industria gráfica : impresión, comunicación gráfica, PAO, electrónica
  - Lycée professionnel Le Corbusier : instituto polivalente de arquitectura, construcción y diseño
  - Collège du Parc
  - Collège des Roseaux
  - Établissement régional d'enseignement adapté (EREA)

- Enseñanza primaria :
  - École maternelle et élémentaire du Centre
  - École maternelle et élémentaire Libermann
  - École maternelle et élémentaire Lixenbuhl
  - École maternelle et élémentaire du Nord
  - École maternelle et élémentaire du Sud
  - École maternelle et élémentaire des Vergers
  - École maternelle de l’Orme
  - École maternelle de la Plaine

### Manifestaciones culturales y festividades
- Fiestas del Ill ; música, danza y espectáculo, temas sobre países extranjeros, invitación de ciudades y pueblos vecinos, juegos de imagen y sonido, representaciones artísticas, restauración y fuegos artificiales ; dos días (finales de junio - comienzos de julio) ; cours de l’Illiade.
- Fiesta del 14 de julio (Fiesta nacional) ; desfile militar, vaso de la amistad, restauración, música y danza (el 14) ; fuegos artificiales, restauración, luz y sonido, música y baile en l’Illiade la víspera (probablemente a causa de la competencia de los fuegos artificiales de Estrasburgo).
- Fiesta de la música ; 21 juin ; numerosos lugares en la ciudad.
- Fiesta de los pueblos ; restauración de especialidades de diversos países y regiones en septiembre ; los lugares varían (cité Libermann, l’Illiade, parking du collège des Roseaux).
- Fuego de San Juan ; hoguera, música country y restauración, tradicionalmente el día de San Juan en los terrenos de fútbol Lixenbuhl (antiguamente patio de la capilla San José), organizado por los scouts del grupo Henry de Bournazel, 1re Graffenstaden.
- Mercado de Navidad (Chriskindelsmärik – Mercado del Niño Jesús) finales de noviembre/comienzos de diciembre en la plaza de la Iglesia Saint-Symphorien de Illkirch-Graffenstaden (antiguamente en la antigua plaza del mercado).
- Cine de verano en diferentes lugares de la ciudad (quartier Libermann, école Lixenbuhl, etc.).
- Festival rock actual ; un festival anual que permite a la joven escena rock de la región hacer sus primeras apariciones.
- Otras pequeñas animaciones a lo largo de todo el año, sobre todo en verano (mercadillo, Johrmärik — mercado del año, Messti — fiesta ferial, conferencias, etc.)